# Harman's Cross
Harman's Cross est un village situé dans le comté de Dorset, en Angleterre.